# Jadžurveda
Jadžurveda (sanskrt यजुर्वेदः yajurveda, zloženka tatpuruša iz besednih korenov yajus »žrtvena formula« + veda »znanje«), je eno izmed štirih kanonskih besedil hinduizma -- ved. Besedilo naj bi bilo napisano v letih 1400−1000 pr. n. št. Jadžurveda samhita (»zbirka«) je sestavljena iz liturgičnih manter, ki so potrebne za izvajanje žrtvovanj v religiji vedskega obdobja, dodani Brahmana in Šrautasutra pa tolmačita pomen obredov in vsebujeta navodila za izvajanje le-teh.

## Revizije
Obstajata dve glavni različici Jadžurveda samhit: šukla (»bela«) in krišna (»črna«). V obeh se nahajajo stihi, potrebni za obrede, vendar Krišna Jadžurveda v samhiti vključuje prozne razprave Brahmane, medtem ko je v Šukla Jadžurvedi Brahmana ločena in se imenuje Šatapatha Brahmana.

### Šukla Jadžurveda
Obstajata dve (skoraj identični) šakhi ali reviziji Bele Jadžurvede, obe pa sta poznani kot Vadžasaneji-samhita (VS):
- Vadžasaneji Madhjandinija (VSM), ki izvira iz Biharja
- Vadžasaneji Kanva iz Kosale (VSK)

Prva je priljubljena v severni Indiji, Gudžaratu in delih Maharaštre (severno od Nashika), zato ima številne privržence. Kanva Šakha je priljubljena v delih Maharaštre (južno od Nashika), v Orissi, Karnataki, Andhra Pradešu in Tamil Naduju. Surešvaračarja, eden izmed štirih glavnih učencev Džagadguruja Adi Šankarja, naj bi sledil naukom Kanva šakhe. Guru Adi Šankara pa je bil privrženec Taittirija Šakhe z Apastamba Kalpasutro. V templju Ranganathasvami v Šrirangamu, drugem največjem templju v Indiji, vedske obrede izvajajo v skladu s Kanva šakho. Bela Jadžurveda ima dve pripadajoči upanišadi: Isa Vasjo in Brihadaranjaka Upanišado. Brihadaranjaka Upanišada je najobsežnejša od vseh upanišad.
VS ima štirideset poglavij ali adhjaj (v Orissi pa 41), ki vsebujejo formule za uporabo v naslednjih obredih:
1.-2.: žrtvovanja ob mlaju in polni luni
3.: Agnihotra
4.-8.: Somajagnja
9.-10.: Vadžapeja in Radžasuja, dve prikrojitvi soma žrtvovanja
11.-18.: gradnja oltarjev in ognjišč, še posebej Agničajane
19.-21.: Sautramani, obred, ki nevtralizira učinke prekomernega pitja some
22.-25.: Ašvamedha
26.-29.: dopolnilne formule za razne obrede
30.-31.: Purušamedha
32.-34.: Sarvamedha
35.: Pitriyagnja
36.-39.: Pravargja
40.: sklepna adhjaja je slavna Iša Upanišada
VSM je uredil in objavil Weber (London in Berlin, 1852), v angleščino pa je besedilo prevedel Ralph Griffith (Benares, 1899).

### Krišna Jadžurveda
Obstajajo štiri recenzije Krišna (»črne«) Jadžurvede:
- Taittirija samhita (TS) iz Pančale
- Maitrajani samhita (MS) iz območja južno od Kukukšetre
- Čaraka-Katha samhita (ČS) iz Madre in Kukukšetre
- Kapišthala-Katha samhita (KS) iz južnega Pandžaba

Vsaka recenzija ima (oz. je imela) pripadajočo brahmano, večina teh besedil pa vsebuje še šrautasutre, grhjasutre, aranjake, upanišade in pratišakhje.
Taittirija šakha:
Najbolj poznana in najbolje ohranjena je recenzija TS, ki je ime dobila po Tittiriju, učencu Jaske. Sestavlja jo sedem knjig ali kand, razdeljenih v poglavja ali prapathake, ki se še naprej delijo na posamezne odstavke ali anuvake. Nekatere posamezne himne iz te samhite so v hinduizmu postale še posebej pomembne: TS 4.5 in TS 4.7 predstavljajo Rudram Čamakam, 1.8.6.i pa je slavna šaivitska Mahamritjundžaja mantra. Naslovna formula bhūr bhuvaḥ suvaḥ rigvedske Gajatri mantre je prav tako iz Jadžurvede. TS recenzija Krišna Jadžurvede dandanes prevladuje predvsem v južni Indiji. Taittirija šakha je sestavljena iz Taittirija Samhite (ki ima sedem kand), Taittirija Brahmane (tri kande), Taittirija Aranjake (sedem prašn), Taittirija Upanišade (tri prašne ali vallije: Šiksha valli, Ananda valli and Bhrigu valli) in Mahanarajana Upanišade. Taittirija Upanišada and Mahanarajana Upanišad veljata za sedmo, osmo, deveto in deseto prašno Aranjake. Besedi prapathaka in kanda (»odstavek«) v vedski književnosti uporabljajo izmenično. Prašna in valli pa se nanašata na poglavja Aranjake.
Urejene in izdane so bile tri recenzije: Taittirija, Maitrajani in Kathaka. Angleške prevode Taittirija samhite sta sestavila A. B. Keith (Oxford 1913) in Devi Čand.

## Legenda
Sodeč po tradiciji je vedski prerok Jagnjavalkja preučeval jadžurvedsko zbirko pod vodstvom modreca Vaišampajane. Rojstvo Jagnjavalkje je imelo poseben namen, ki so ga napovedali bogovi. Bil je ekasandhigrāhi, kar pomeni, da se je lahko naučil karkoli že ko je stvar prvič videl ali slišal. Učitelj in učenec sta se sčasoma vedno bolj razhajala v tolmačenju besedila. Nekega dne se je Vaišampajana tako razjezil, da je od Jagnjavalkje zahteval, naj mu vrne vse svoje znanje. Jagnjavalkja je nato izbruhal vse svoje znanje, ki ga je pridobil pri modrecu. Drugi učenci Vaišampajane so postali tako željni tega znanja, da so se spremenili v tittiri (ptice) in ga hitro pojedli. Od tod se znanje imenuje Taittirija samhita (izpeljava iz besede tittiri). Po tem ko je Jagnjavalkja izbljuval modrečevo znanje, se je lotil čaščenja Surje (sončnega boga) in tako dobil novo znanje neposredno od Narajane, ki ga je v obliki žrebca (vāji-rūpa) naučil Šukla Jadžurvedo.

## Velika števila
Jadžurveda dokumentira najzgodnejšo uporabo števil do bilijona (parardha). Besedilo govori tudi o pojmu numerične neskončnosti (purna »polnost«) ter pravi, da, če purno odštejemo od purne, še vedno ostane purna.